# Felix Straub
Felix Straub (14 de mayo de 1997) es un deportista alemán que compite en bobsleigh en la modalidad cuádruple.
Ganó dos medallas de oro en el Campeonato Mundial de Bobsleigh y Skeleton, en los años 2024 y 2025, y tres medallas en el Campeonato Europeo de Bobsleigh entre los años 2023 y 2025.

## Palmarés internacional
| Campeonato Mundial | Campeonato Mundial           | Campeonato Mundial | Campeonato Mundial |
| Año                | Lugar                        | Medalla            | Prueba             |
| ------------------ | ---------------------------- | ------------------ | ------------------ |
| 2024               | Winterberg (Alemania)        | Medalla de oro     | Cuádruple          |
| 2025               | Lake Placid (Estados Unidos) | Medalla de oro     | Cuádruple          |
| Campeonato Europeo |                              |                    |                    |
| Año                | Lugar                        | Medalla            | Prueba             |
| 2023               | Altenberg (Alemania)         | Medalla de plata   | Cuádruple          |
| 2024               | Innsbruck (Austria)          | Medalla de oro     | Cuádruple          |
| 2025               | Lillehammer (Noruega)        | Medalla de plata   | Cuádruple          |